# 特拉凱歷史國家公園

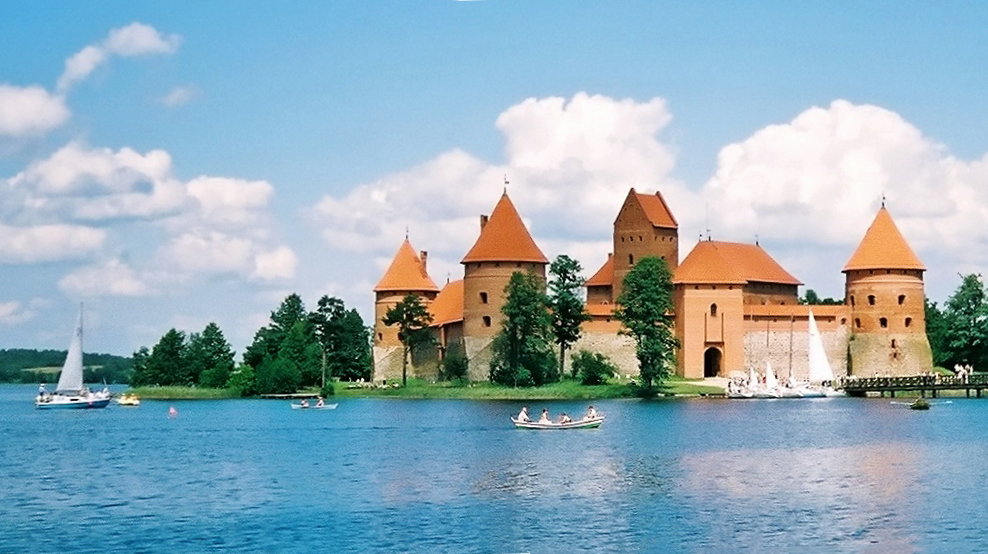

54°38′20″N 24°25′08″E / 54.639°N 24.419°E
特拉凱歷史國家公園是立陶宛的國家公園，位於該國南部，中心城镇为特拉凱，距離首都維爾紐斯30公里，始建於1992年，面積82平方公里，是歐洲唯一的歷史國家公園。

## 外部連結
- Official website （页面存档备份，存于）
- Tourism.lt （页面存档备份，存于）